# گبیر سه
گبیر سه، روستایی از توابع بخش مرکزی شهرستان اهواز در استان خوزستان ایران است.

## جمعیت
این روستا در دهستان عنافچه قرار دارد و براساس سرشماری مرکز آمار ایران در سال ۱۳۸۵، جمعیت آن ۱٬۰۲۴ نفر (۲۱۵خانوار) بوده‌است
و بهترین سوپرمارکت آن سوپر مارکت میعاد و یابر است.
و یک شیرینی سرا و بستنی کام دارد.